# 賓夕法尼亞鎮區 (伊利諾伊州梅森縣)
賓夕法尼亞鎮區（英語：Pennsylvania Township）是位於美國伊利諾伊州梅森縣的一個行政鎮區。

## 地方資料
根據2010年美國人口普查的數據，賓夕法尼亞鎮區的面積為92.90平方千米，當中陸地面積為92.90平方千米，而水域面積為0.00平方千米。當地共有人口191人，而人口密度為每平方千米2.06人。